# مایکوباکتریوم ایرانیکوم
مایکوباکتریوم ایرانیکوم (نام علمی: Mycobacterium iranicum) نام یک باکتری از سرده مایکوباکتریوم است که برای اولین بار توسط دکتر حسن شجاعی عضو هیئت علمی دانشگاه علوم پزشکی اصفهان کشف شده‌است. این باکتری در بدن انسان موجب مننژیت شبه سل و همچنین موجب ضایعات پوستی می‌شود. باکتری از نوع سریع الرشد و اسکوتوکروموژن است.